# 光譜符號
本文是關於原子和分子軌道的符號。它不能與描述多電子系統的類似表示法，羅素–桑德斯能项符号混淆。該術語符號通常也被稱為光譜符號。
光譜符號提供了一種指定原子的電離狀態、原子軌道和分子軌道的方法。

## 電離狀態
光譜學家通常以元素符號的後面跟隨羅馬數字來顯示電離狀態產稱的頻譜。數字I用於與中性元素關聯的光譜線，II用於有一顆電子被電離狀態的光譜，III用於二顆電子被電離狀態的光譜，III……依此類推。例如，'He I'表示中性氦，'C IV'表示碳在C3+狀態的光譜。此表示法用於檢索資料庫：NIST 原子頻譜資料庫（页面存档备份，存于）。

## 原子和分子軌道
在原子軌道被理解之前，光譜學家在原子光譜中發現各種獨特的光譜線系列，他們用字母來識別這些光譜線，後來這些字母與角量子數 ℓ關聯。 "s","p","d"和"f"依序被選為描述角量子數ℓ的最初4個數值的字母，源自觀測到鹼金屬光譜序列的首字母。其它的ℓ後續值按照字母序列排序，但是省略掉字母"j"。這是因為有些語言中不易區分字母"i"和"j"：
| 字母 | 名稱        | ℓ   |
| ---- | ----------- | --- |
| s    | sharp       | 0   |
| p    | principal   | 1   |
| d    | diffuse     | 2   |
| f    | fundamental | 3   |
| g    |             | 4   |
| h    |             | 5   |
| i    |             | 6   |
| k    |             | 7   |
| l    |             | 8   |
| m    |             | 9   |
| n    |             | 10  |
| o    |             | 11  |
| q    |             | 12  |
| r    |             | 13  |
| t    |             | 14  |
| u    |             | 15  |
| v    |             | 16  |
| ...  |             | ... |
這種表示法用於指定電子組態，並創建多電子原子的電子狀態的術語符號。在編寫術語符號時，上述單顆電子的軌道量子數的方案會應用於與電子狀態相關的總軌道角動量。

### 分子光譜符號
分子的光譜符號使用希臘字母來表示沿核軸的軌道角動量的模量。The 
表示此角動量的量子數為Λ。
Λ = 0, 1, 2, 3, ...
符號：Σ, Π, Δ, Φ
對於Σ的狀態，使用上標面的 "+" 表示包含核（對稱）的平面，"-" 用來表示沒有時的狀態。
對於同核的雙原子分子，註腳"g"或"u"表示存在元素對稱中心（或反轉中心），並指示振動光譜波函數與點-群反轉操作的對稱性"i"。"i"的振動狀態是對稱的表示為"g"（德文的，表示偶數），非對稱狀態表示為"u"（德文的，表示奇數）。